# 挑戰者號 (1858年)
挑战者号护卫舰（HMS Challenger），是英国皇家海军一艘珍珠级木制风帆护卫舰，于1858年下水，使用蒸汽辅助动力。1872年改装为研究船，用于挑戰者號遠征。美国挑戰者號太空梭继承自其名字。

## 英国皇家海军

### 装备
挑战者号为珍珠级护卫舰最后建造的数艘之一，花费了76,272英镑。可搭载270名船员，舷侧配备20门8英寸前装滑膛炮，至1868年减少至16门，并且大多换装为64磅炮。舰首配备2门10英寸/68磅前装滑膛炮。

### 行动历史
1858年2月13日，挑战者号护卫舰在伍利奇造船厂下水，加入英国皇家海军地中海艦隊。1861年转入北美和西印度群岛舰队，1862年，在法国武装干涉墨西哥的前期阶段，随英国舰队参与了对韦拉克鲁斯的占领行动。
1866年，转至澳大利亚舰队担任旗舰。1868年，对斐濟进行了惩罚性远征，以报复一名传教士及其部分家属的被害。在远征中，炮击并烧毁了一座村庄，导致超过四十名原住民死亡。1870年末，挑战者号离开澳大利亚舰队。

## 科研探险

### 改装
皇家学会从英国皇家海军手中租借了挑战者号，并于1872年对该舰进行了改装以用于科研任务。舰上的火炮被移除至仅剩2门，以开拓出额外空间。原先存放物资弹药的地方被改造为实验室、工作室和科研设备储藏处等。主甲板（即火炮甲板）层设有独立的动物学实验室、化学实验室、海图室和照相室。舰上加装了各类小艇、绳索吊具、采样工具、拖网等设备。舾装工作于1872年6月开始。同年11月15日完成。挑战者大部分时间使用风帆动力而不是蒸汽动力，以便在收集数据时经常停下来，而蒸汽机仅在从海底深处收集样本时提供动力。

### 行动历史

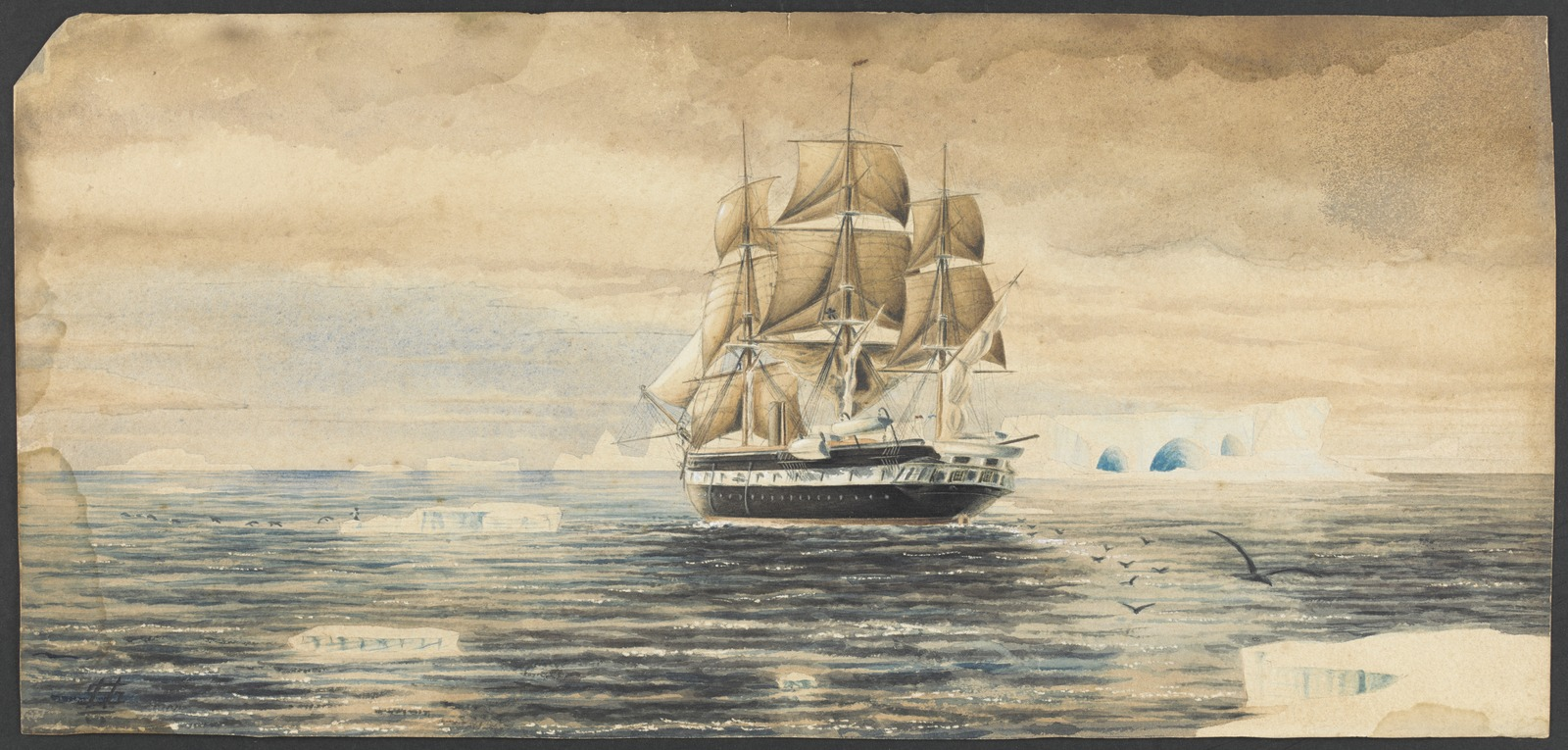
挑戰者號遠征

挑戰者號遠征从1872年12月21日启程开始，至1876年5月24日结束，航行了超过68,000海里，收集了各类海洋特征数据，取得了大量发现，奠定了海洋学的基础。其取得的重大成就包括：
- 首艘使用辅助动力穿越南极圈的船只
- 发现了地球最深的马里亚纳海沟
- 对近4,000种以前未知的新动物物种进行了编目

## 后续和纪念
1876年，挑戰者號转为海岸警卫队和皇家海軍後備隊的训练舰。1921年报废拆解。其船头雕刻现存于南安普敦国家海洋学中心展示。
美国于1968年下水的格罗玛·挑战者号科研船以其命名。美国挑戰者號太空梭也以其命名。